# Región Superior Oeste
La región Superior Oeste (en inglés: Upper West Region) es una de las diez regiones administrativas de Ghana. Limita al norte con Burkina Faso.
La principal actividad económica de la región es la agricultura. Las cosechas son principalmente: maíz, mijo, cacahuete, quingombó y arroz. También existen granjas de ovejas, cabras, gallinas y cerdos, de los que se obtiene carne y huevos. Debido a la sequedad del clima de la región, y a la longitud de la estación seca, mucha gente marcha al sur del país a trabajar durante una parte del año.
Un elemento distintivo de la cultura regional es la destilación de pito, una bebida alcohólica dulce extraída del mijo. El pito se vende en bares al aire libre, bebido en calabazas, por sus propios destiladores.

## Distritos con población estimada en septiembre de 2018
- Daffiama Bussie 38,894
- Jirapa 104,273
- Lambussie Karni 61,233
- Lawra 64,543
- Nadowli-Kaleo 72,828
- Nandom 54,618
- Sissala Este 67,029
- Sissala Oeste 58,741
- Wa este 85,233
- Wa 126,609
- Wa Oeste 95,983

## Distritos
- Daffiama Bussie
- Jirapa
- Lambussie Karni
- Lawra
- Nadowli-Kaleo
- Nandom
- Sissala Este
- Sissala Oeste
- Wa este
- Wa
- Wa Oeste

- Datos: Q715805
- Multimedia: Upper West Region (Ghana) / Q715805